# Clarafond-Arcine
Clarafond – miejscowość i gmina we Francji, w regionie Owernia-Rodan-Alpy, w departamencie Górna Sabaudia.
Według danych na rok 1990 gminę zamieszkiwało 550 osób, a gęstość zaludnienia wynosiła 33 osób/km² (wśród 2880 gmin regionu Rodan-Alpy Clarafond plasuje się na 1100. miejscu pod względem liczby ludności, natomiast pod względem powierzchni na miejscu 669.).